# Patrick Newell
Pour les articles homonymes, voir Newell.
Patrick Newell est un acteur anglais, né le 27 mars 1932 à Hadleigh (Suffolk, Angleterre), décédé d'une crise cardiaque le 22 juillet 1988  à Colchester (Essex, Angleterre).

## Biographie
Patrick Newell joue au théâtre, où il débute dans les années 1950, après sa formation à la Royal Academy of Dramatic Art de Londres. Il apparaît également au cinéma de 1955 à 1988, et à la télévision entre 1957 et 1987, dans des téléfilms et séries.
Il est surtout connu pour avoir interprété Mère-Grand (Mother en v.o.) dans la Saison 6 (1968-1969) de la première série Chapeau melon et bottes de cuir, à laquelle il avait déjà participé précédemment (un épisode en 1965 et un autre en 1967).

## Filmographie partielle

### Au cinéma
- 1962 : The Boys de Sidney J. Furie
- 1965 : Sherlock Holmes contre Jack l'Éventreur (A Study in Terror) de James Hill
- 1965 : ABC contre Hercule Poirot (The Alphabet Murders) de Frank Tashlin
- 1966 : The Sandwich Man de Robert Hartford-Davis
- 1967 : Les Turbans rouges (The Long Duel) de Ken Annakin
- 1974 : Les temps sont durs pour Dracula (Vampira) de Clive Donner
- 1976 : The Incredible Sarah de Richard Fleischer
- 1985 : Le Secret de la pyramide (Young Sherlock Holmes) de Barry Levinson

### À la télévision
Séries, sauf mention contraire
- 1964 : Destination Danger (Danger Man), Saison 2, épisode 8, La Guerre des photos (The Battle of the Cameras)
- Première série Chapeau melon et bottes de cuir (The Avengers) :
  - 1965 : Saison 4, épisode 1, Voyage sans retour (The Town of no Return) de Roy Baker
  - 1967 : Saison 5, épisode 14, Rien ne va plus dans la nursery (Something Nasty in the Nursery) de James Hill
  - 1968-1969 : Saison 6, rôle de  'Mère-Grand', 20 épisodes
- 1969 : Destiny of a Spy, téléfilm de Boris Sagal
- 1970 : Amicalement vôtre (The Persuaders) : L'un et l'autre (That's Me Over There), de Leslie Norman : Fat Man
- 1975 : Doctor Who, Saison 13,« The Android Invasion », Part IV
- 1985 : Les Aventures de Sherlock Holmes (The Adventures of Sherlock Holmes), épisode 11 Malade à domicile (The Resident Patient)
- The Benny Hill Show dans les années 1980

## Théâtre
(sélection de pièces jouées en Angleterre)
- 1953-1954 : The Three Kings de George Hall (à Londres)
- 1957-1958 : Hotel Paradiso, adaptation d'après L'Hôtel du libre échange de Georges Feydeau et Maurice Desvallières (à Bristol)
- 1958-1959 : The Boy Friend de Sandy Wilson (à Bristol)
- 1976-1977 : The Ghost Train d'Arnold Ridley, avec Allan Cuthbertson (à Londres)